# انتخابات المجلس التشريعي في عدن 1964
أجريت انتخابات المجلس التشريعي لولاية عدن في 16 أكتوبر 1964.

## خلفية
كان من المقرر إجراء الانتخابات في الأصل عام 1962 ولكن بعد تأجيلها جرت وسط اضطرابات واسعة النطاق نتيجة لثورة 14 أكتوبر. كانت الاعتقالات السياسية شائعة وتم حظر الاجتماعات العامة. قاطعت الأحزاب السياسية الرئيسية، بما في ذلك حزب الشعب الاشتراكي، الانتخابات.
تنافس ما مجموعه 48 مرشحا على 16 مقعدا منتخبا.

## النتائج
على الرغم من المقاطعة، بلغ إقبال الناخبين 76٪. حصل رجل مسجون في هجوم بالقنابل اليدوية عام 1963 على الوفد البريطاني على 98٪ من الأصوات في كريتر، ونجح 14 من أعضاء المجلس المنتخبين الستة عشر الآخرين في المطالبة بالإفراج عنه من السجن والحضور إلى المجلس. استمر زين باهارون في البداية كرئيس للوزراء، ولكن تم استبداله بعبد القوي مكاوي من الحزب الاشتراكي في مارس 1965.